# Amt Hemmerden
Das Amt Hemmerden, bis 1927 die Bürgermeisterei Hemmerden, gehörte dem Kreis Grevenbroich in der Rheinprovinz und im Bundesland Nordrhein-Westfalen an.

## Lage
Das ehemalige Amt Hemmerden befand sich östlich von Schloss Dyck und liegt heute im nördlichen Teil der Stadt Grevenbroich. 1974 hatte das Amt Hemmerden eine Fläche von 14,70 km². Damit lebten 421 Menschen je km².

## Geschichte
Schon die Römer errichteten auf dem Gebiet des späteren Amtes eine Römerstraße. Im Mittelalter war Hemmerden im Besitz der Herren von Schloss Dyck. 1794 besetzen französische Truppen die Orte. 1815 wurde das Gebiet preußisch. 1816 wurden die Bürgermeisterei Hemmerden mit den beiden Gemeinden Hemmerden und Kapellen/Erft gegründet. Seit 1927 wurde die Bürgermeisterei als Amt bezeichnet. 1975 wurden beide Gemeinden des Amtes in die Stadt Grevenbroich eingemeindet.

### Bevölkerung
30. Juni 1974: 6.192 Einwohner

## Politik
1974 leiteten folgenden Personen das Amt Hemmerden:
- Amtbürgermeister: Peter Velder (CDU)
- Stellvertreter: Reiner Kluth (CDU)
- Amtsdirektor: Peter Schmitz
- Allgemeine Verwaltung: Jakob Rahier

## Wirtschaft und Verkehr
Aus der ehemaligen Römerstraße wurde später die Bundesstraße 1 zwischen Aachen und Neuss. Daher zogen jahrhundertelang Fernreisende durch die Orte. Es entstanden Gasthäuser mit Pferdeunterkünften. Die günstige Verkehrssituation wurde im 20. Jahrhundert durch den Bau der Bundesautobahn 46 noch verbessert.

## Vereine
- SC Kapellen-Erft
- Bürgerschützenverein
- Freiwillige Feuerwehr